# ساندي كوان
ساندي كوان هو لاعب اللاكروس كندي، ولد في 5 فبراير 1879 في أونتاريو في كندا، وتوفي في 8 يناير 1915.

## وصلات خارجية
- ساندي كوان على موقع أوليمبيديا (الإنجليزية)